# Karl Hillebrand
Pour les articles homonymes, voir Hillebrand.
Karl Hillebrand (né le 17 septembre 1829 à Giessen, mort le 18 octobre 1884 à Florence) est un essayiste et historien de la littérature allemand.

## Biographie
Karl Hillebrand est le fils du savant et homme politique Joseph Hillebrand (de). Après des études de Droit à Gießen et à Heidelberg, il prend part aux événements révolutionnaires de 1848-1849 en combattant à Francfort et en mai en participant à l'insurrection de Bade. L'échec de la révolution le contraint à l'exil en France, à Strasbourg puis à Paris, où il devient secrétaire de Heine. Hillebrand acquiert très vite une grande maîtrise de la langue française et commence à publier régulièrement des essais dans la Revue des deux Mondes et le Journal des débats, où son nom côtoie ceux de Victor Cousin, de Renan et de Taine. Des études littéraires commencées à l'université de Bordeaux se voient couronnées en 1863 par un diplôme de doctorat obtenu à la Sorbonne qui lui permet d'occuper un poste de professeur de littérature moderne à la faculté de philosophie de Douai.
La guerre de 1870 le pousse à démissionner et à quitter la France : sans être ou se découvrir « nationaliste » pour autant, il ne pouvait pas rester en effet dans un pays désormais hostile à sa patrie allemande. Il élit alors définitivement domicile à Florence, où il avait participé cinq ans auparavant, en tant que représentant officiel « de l'Université de France », aux cérémonies données en commémoration de la naissance de Dante. Il se consacre alors exclusivement à son activité d'historien et d'essayiste, tout en poursuivant un importante activité épistolaire avec les grandes personnalités littéraires de son temps. Correspondant du Times de Londres aussi bien que de l'Augsburger Allgemeine Zeitung, il fonde lui-même, en 1874, la revue Italia, dont il voulait faire un organe de communication internationale.
Il se marie tardivement avec Jessie Laussot, fervente wagnérienne (en 1850, elle eut une brève liaison avec Richard Wagner, qui projeta même de partir avec elle en Grèce) d'origine anglaise rencontrée à Bordeaux et qui décida de le rejoindre à Florence lorsqu'elle se sépara de son premier mari.
La maladie ne lui permet pas d'achever son histoire de la France moderne. Son énergie et les moyens encore modestes dont disposait alors la médecine en pareil cas lui octroyèrent un dernier délai, et il mourut finalement le 18 octobre 1884 à Florence, âgé seulement de cinquante-cinq ans.
Le philosophe Friedrich Nietzsche témoigne à plusieurs reprises de sa haute estime pour son œuvre.

## Œuvres
- Geschichte Frankreichs von der Thronbesteigung Louis Philipps bis zum Falle Napoleons III. Gotha: Perthes
  - Bd. 1 Die Sturm- und Drangperiode des Julikönigtums (1877)
  - Bd. 2 Die Blüthezeit der parlamentarischen Monarchie (1879)
  - Bd. 3 Die Julirevolution und ihre Vorgeschichte (1881)
- Unbekannte Essays. Bern: Francke, 1955
- Zeiten, Völker und Menschen
  - Bd. 1 Frankreich und die Franzosen in der zweiten Hälfte des 19. Jahrhunderts (Berlin, 1873)
  - Bd. 2 Wälsches und Deutsches (Berlin, 1875)
  - Bd. 3 Aus und über England (Berlin, 1876)
  - Bd. 4 Profile (Berlin, 1878)
  - Bd. 5 Aus dem Jahrhundert der Revolution (Berlin, 1881)
  - Bd. 6 Zeitgenossen und Zeitgenössisches (Berlin, 1882)
  - Bd. 7 Culturgeschichtliches (Berlin, 1885)

- Italia 1.1874 - 4.1877